# Nathaniel Brown (Schauspieler)
Nathaniel Brown (* 20. Mai 1988 in Richmond, Virginia) ist ein US-amerikanischer Schauspieler. Sein Debüt gab Brown in Gaspar Noés Enter the Void in welchen er den jungen Drogendealer Oscar spielt. 2011 folgte der Kurzfilm Blinders und 2014 Druid Peak.

## Filmografie
- 2009: Enter the Void
- 2011: Blinders (Kurzfilm)
- 2014: Druid Peak